# Porina albicera
Porina albicera är en lavart som först beskrevs av August von Krempelhuber och fick sitt nu gällande namn av Casper van Overeem. 
Porina albicera ingår i släktet Porina och familjen Porinaceae. Inga underarter finns listade i Catalogue of Life.